# Salisbury (comté de Nassau, New York)
Pour les articles homonymes, voir Salisbury.
Salisbury est une census-designated place du comté de Nassau, dans l'État de New York, aux États-Unis,. En 2020, elle compte une population de 12 618 habitants.